# 疾走
『疾走』（しっそう）は、重松清による小説、またそれを原作とする2005年12月に公開された日本映画。

## あらすじ
西日本のとある町は、干拓地にある集落「沖」と干拓以前からの集落「浜」に分かれていた。「浜」と「沖」の交流はほとんどなく、「浜」の人間は「沖」を侮蔑していた。一家4人で「浜」に暮らしているシュウジは、4つ上の物知りな兄・シュウイチが好きだった。
シュウジが小学校に入るか入らないかの頃、「沖」のはずれに鬼ケンと呼ばれるチンピラとその女・アカネが住み着いた。小学3年生の夏、シュウジは初めて2人と言葉をかわす。しかし数ヶ月後、鬼ケンは死体となって山中で発見され、アカネは町を去った。
3年後。「沖」に教会が出来て、「浜」の人々から殺人犯だと噂される神父がやって来た。シュウジはそこで行われたクリスマス会で「沖」の小学生・エリと出会うが、途中で教会から逃げ出してしまう。しばらくして「浜」「沖」両小学校の生徒が一緒になる中学校に入学すると、シュウジとエリは同じクラスになり、同じ陸上部に入部した。やがてシュウジは、エリの通うあの教会に足を運ぶようになる。その一方で、高校2年生になったシュウイチの精神は少しずつ壊れていった。
ある時、「沖」をリゾート地に開発することが決まった。「沖」の住人たちは立ち退き金を受け取って場所を明け渡すが、神父は頑として教会の立ち退きを認めない。そんな中、「沖」で立て続けに放火事件が起こるようになった。

## 主な登場人物
シュウジ（福原秀次）
本作の主人公。「浜」の住人。キリスト教徒ではないが教会に通い、神父から受け取った聖書を愛読している。神父の弟・宮原雄二と出会って、その目や言葉に影響を受ける。当初はずば抜けて俊足というわけではなかったが、ただ走ることが好き。
エリ（南波恵利）
シュウジの同級生。「沖」で叔母夫婦と暮らしている。学校や家より教会が好き。陸上の才能があったが、事故に逢い歩行困難となる。中学1年生の終わり、「沖」の開発のため東京へ転校する。
アカネ（中村茜）
中学生までを過ごしたふるさとである「沖」で鬼ケンと暮らしていた。鬼ケンの死後は、大阪のヤクザである新田の内縁の妻となったが、新田ら青稜会による「沖」の開発事業でまた町にやって来る。
神父（宮原雄一）
シュウジやエリの通う、「沖」に出来た教会の神父。弟が1人いる。とある過去を持ち、「浜」の住人の間では殺人犯だなどと噂されている。「沖」開発の際は立ち退きを断固拒否し続ける。
シュウイチ（福原秀一）
シュウジの4歳上の兄。中学校までは出来のいい優等生だったが、高校生になると次第に精神を病んでいく。シュウジに暴力をふるうようになり、引きこもりになり、そして「赤犬」となって町を離れる。

## 刊行情報
- 角川書店、2003年8月1日、ISBN 4048734857
- 角川文庫
  - 上 2005年5月25日、ISBN 404364602X
  - 下 2005年5月25日、ISBN 4043646038

## 映画
監督はSABU。第1回ニュー・モントリオール国際映画祭コンペティション部門とベルリン国際映画祭パノラマ部門の招待作品。日本では当初3館のみの公開だったが、好評につき2006年1月14日から全国43館に拡大公開された。

### 出演
- シュウジ：手越祐也（NEWS）
- エリ：韓英恵
- アカネ：中谷美紀
- 神父：豊川悦司
- 新田：大杉漣
- 鬼ケン：寺島進
- シュウジの父：菅田俊
- シュウジの母：高橋ひとみ
- シュウイチ：柄本佑
- エリの母：矢沢心
- エリの父：鈴木一真
- エリの叔父：田山涼成
- 宮原雄二：加瀬亮
- みゆき：永井流奈
- 石倉：平泉成

### 関連商品
DVD・Blu-ray Disc
- 疾走 スペシャル・エディション（初回限定生産）
- 疾走 スタンダード・エディション
- 疾走 Blu-ray

サウンドトラック
- S.E.N.S.「疾走」オリジナル・サウンドトラック